# チャールズ・カトラー
チャールズ・カレブ・カトラー（Charles Caleb Cutler, 1986年7月29日 - ）はアメリカ合衆国カリフォルニア州サンフランシスコ出身のプロ野球選手（捕手）。右投左打。

## 経歴
カリフォルニア大学バークレー校卒業後、2008年のMLBドラフト14巡目（全体425位）でセントルイス・カージナルスから指名され入団。
2012年に、第3回WBC予選のイスラエル代表に選出された。
2013年12月12日にルール・ファイブ・ドラフトでシカゴ・カブスから指名され、マイナー契約を結んだ。